# سد پراکانا
سد پراکانا (به پرتغالی: Barragem de Pracana) یک سد و نیروگاه برقابی در پرتغال است که در ناحیه سانتاری واقع شده‌است.